# Rory Stroud
Rory Owen Stroud (nacido el 1 de julio de 2002) es un actor británico, más conocido por interpretar a Bobby Beale en la serie EastEnders.

## Carrera
El 1 de marzo de 2013 de 10 años de edad se unió al elenco principal de la serie británica EastEnders, donde interpreta a Peter Beale hasta ahora.

## Filmografía
Series de televisión
| Año             | Título     | Personaje   | Notas        |
| --------------- | ---------- | ----------- | ------------ |
| 2013 - presente | EastEnders | Bobby Beale | 17 episodios |